# 하이드록시티로솔
하이드록시티로솔(영어: hydroxytyrosol)은 페닐에타노이드로 생체 외에서 항산화 특성을 지닌 페놀계 피토케미컬의 한 종류이다. 자연에서 하이드록시티로솔은 올리브 잎과 올리브유에서 엘레놀산의 에스터인 올러유러핀의 형태로 발견되며, 특히 분해 후에 일반 형태로 발견된다.
순수한 형태의 하이드록시티로솔은 무색, 무취의 액체이다. 올리브 열매, 올리브 잎, 올리브 펄프, 올리브유는 다량의 하이드록시티로솔을 함유하고 있으며, 이들 대부분은 회수되어 하이드록시티로솔 추출물을 생산할 수 있다. 우리가 올리브유를 먹는 이유는 바로 하이드록시티로솔을 섭취하기 위한 것으로 보아도 무방하다. 그러나 일반적인 통조림에 들어있는 검은 올리브는 글루콘산 철을 함유하고 있는데 철염은 하이드록시티로솔의 산화를 촉매하기 때문에 통조림 속의 검은 올리브에는 하이드록시티로솔이 거의 들어있지 않다.
하이드록시티로솔은 유럽 식품안전청에서도 권장섭취량 5mg/일 이상을 제안할 정도로 유럽 내의 지역에서는 광범위하게 섭취하고 있는 것을 알 수 있다. 유럽 식품안전청의 과학 위원회에서 혈중 지질 수치에 영향을 미칠 수 있는 가능성에 대한 예비 연구에서 올리브유의 여러 폴리페놀들 중 하나로 언급하고 있다.

## 동물 연구
2015년의 실험에서 쥐의 하이드록시티로솔에 대한 무독성량(NOAEL)은 250 mg/kg/일이며, 최소독성량(LOAEL)은 500 mg/kg/일이다.

## 같이 보기
- 에치나코사이드: 하이드록시티로솔 함유 글리코사이드
- 티로솔
- 버바스코사이드: 하이드록시티로솔 함유 글리코사이드